# Đại lễ 1000 năm Thăng Long – Hà Nội

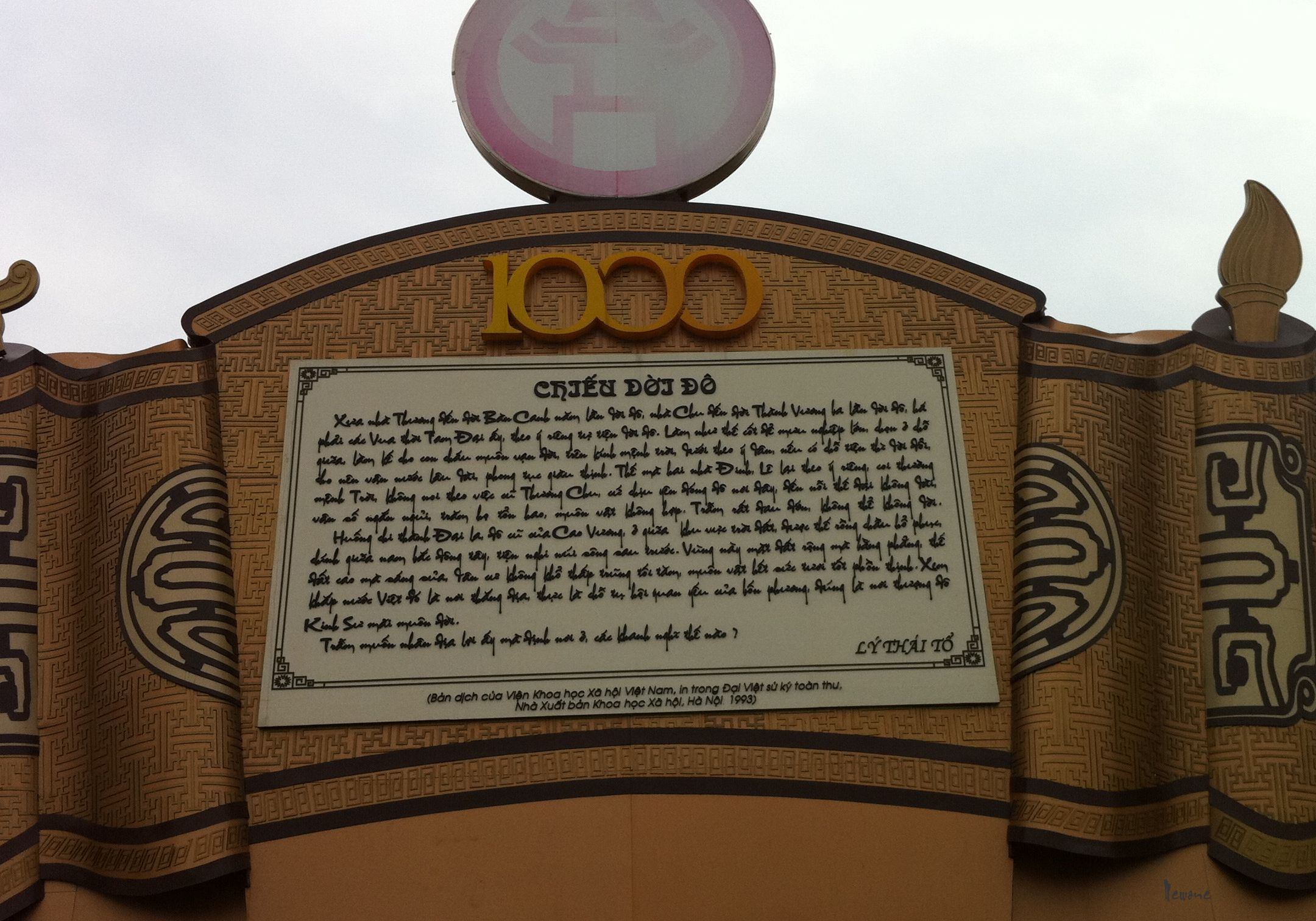
Chiếu dời đô – bản dịch của Viện Hàn lâm Khoa học xã hội Việt Nam.

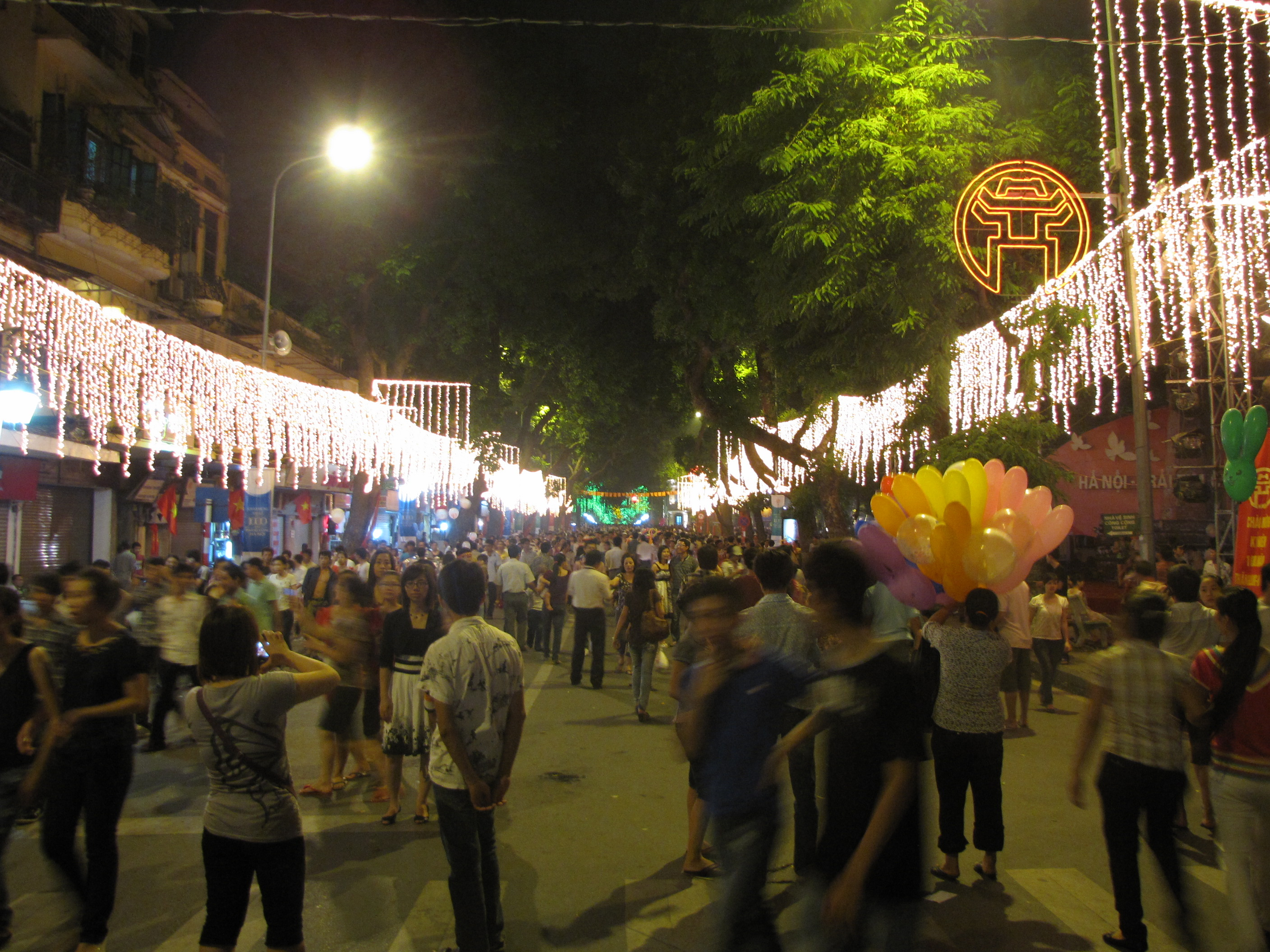
Một góc phố Hà Nội đêm 10 tháng 10 năm 2010

Đại lễ 1000 năm Thăng Long – Hà Nội được tổ chức từ ngày 1 tháng 10 đến ngày 10 tháng 10 năm 2010 ở Việt Nam với tâm điểm là thủ đô Hà Nội, nhằm kỷ niệm tròn 1000 năm kể từ khi kinh đô Thăng Long chính thức là thủ đô của Việt Nam (được đánh dấu bằng mốc son vua Lý Thái Tổ ban Chiếu dời đô từ Hoa Lư về thành Đại La và đổi tên thành Thăng Long, nay là Hà Nội). Nhiều công trình được xây dựng cùng các sự kiện đã được tổ chức trong vòng 1 năm (từ 10 tháng 10 năm 2009 đến 9 tháng 10 năm 2010 để chào mừng Đại lễ với các lễ hội văn hóa truyền thống.

## Chuẩn bị
Đại lễ 1000 năm Thăng Long – Hà Nội được Chính phủ Việt Nam tổ chức thực hiện trên cơ sở hệ thống văn bản ban hành của Trung ương, thành phố Hà Nội và ba tỉnh là Phú Thọ, Bắc Ninh, Ninh Bình. Cụ thể như:
- Ngày 18 tháng 6 năm 2008, Thủ tướng Chính phủ Nguyễn Tấn Dũng đã ban hành Quyết định số 759/QĐ-TTg về việc thành lập Ban Chỉ đạo Quốc gia kỷ niệm 1000 năm Thăng Long. Theo đó, ông Nguyễn Sinh Hùng, Phó Thủ tướng Thường trực Chính phủ làm Trưởng ban và các thành viên là đại diện thành phố Hà Nội; các tỉnh Bắc Ninh, Ninh Bình, Phú Thọ và các cơ quan trung ương: Ban Tuyên giáo Trung ương Đảng Cộng sản Việt Nam, Bộ Văn hóa, Thể thao và Du lịch, Bộ Kế hoạch và Đầu tư, Văn phòng Chính phủ, Bộ Ngoại giao, Bộ Xây dựng, Bộ Tài chính, Bộ Khoa học và Công nghệ, Bộ Giao thông vận tải, Bộ Quốc phòng, Bộ Công an, Mặt trận Tổ quốc Việt Nam, Viện Khoa học Xã hội Việt Nam, Bộ Thông tin và Truyền thông, Hội Văn học Nghệ thuật Việt Nam, Hội Khoa học Lịch sử Việt Nam.[1]
- Các Bộ, cơ quan trung ương của chính quyền có nhiều văn bản hướng dẫn, chỉ đạo tổ chức đại lễ.[2]

Hà Nội đã có những chuẩn bị cho kỳ đại lễ, như chương trình lễ hội và xây dựng các công trình đặc biệt. Trong quá trình chuẩn bị, cũng có nhiều bất cập xảy ra:
- Lót đá hồ Gươm: Hà Nội chuẩn bị 50 tỷ để lót đá xanh quanh hồ Gươm, tuy nhiên mới lót được khoảng phân nửa thì gặp sự phản biện của dân chúng nên tạm ngưng.[3] Cũng như ngưng nạo vét hồ Gươm. Người dân sống hai bên đường Liễu Giai và đường Văn Cao cũng phản ánh là "Tiền tỉ lát vỉa hè cũng như không".[4]
- Cổng chào: Lúc đầu, Hà Nội dự định lên phương án kiến trúc xây dựng 5 cổng chào của TP Hà Nội với kinh phí lên đến 50 tỉ [5], tuy nhiên tạo nên nhiều ý kiến trái chiều, do đó vào tháng 8, lãnh đạo Hà Nội đề nghị chỉ làm 7 mô hình cổng chào.[6] Tuy nhiên, phương án cuối cùng là chỉ làm những cổng chào bằng hoa.
- Sơn sửa nhà phố cổ màu vàng,[7] tuy nhiên nhiều hộ dân cho là việc thực hiện quá ẩu, nặng về hình thức.
- Trục tâm linh Hồ Tây – Ba Vì – Thăng Long: Hà Nội nhiều lần thay đổi quan điểm về việc xây dựng đường xa lộ này.[8]
- Các công trình xây dựng chậm tiến độ và ngổn ngang bừa bãi sát ngày đại lễ khiến Hà Nội thành như một "đại công trường", khắp nơi ngổn ngang xây dựng làm giảm số lượng du khách đến Hà Nội, trong 3 tháng đầu năm đã giảm 7,2% so với cùng kỳ năm ngoái, khoảng 273.000 lượt người, dù trong khi đó, lượng khách quốc tế đến những vùng khác của Việt Nam tăng tới 36%.

## Chương trình
Chương trình chi tiết của các lễ hội được thông báo trên trang Website của Ban chỉ đạo 1000 năm Thăng Long. Theo đó có rất nhiều sự kiện và lễ hội lớn được diễn ra tại Hà Nội. Cũng từ ngày 2 tháng 10 đến ngày 9 tháng 10 năm 2010  có các hoạt động văn hóa nghệ thuật; thể dục thể thao; liên hoan du lịch, hành trình di sản và lễ hội làng nghề, phố nghề; các hoạt động khởi công, khánh thành, gắn biển, triển lãm các công trình, đón nhận các danh hiệu nhân dịp kỷ niệm 1.000 năm Thăng Long – Hà Nội, lễ ra mắt Tủ sách "Thăng Long ngàn năm văn hiến" và công bố kết quả Chương trình nghiên cứu khoa học cấp nhà nước "Nghiên cứu phát huy điều kiện tự nhiên, kinh tế - xã hội và giá trị lịch sử - văn hóa 1000 năm Thăng Long – Hà Nội, phục vụ phát triển toàn diện Thủ đô".

### Lễ hội dời đô
Lễ hội dời đô là chương trình nghi lễ tái hiện cảnh dời đô bằng đường thủy từ Hoa Lư về Thăng Long năm 1010 được gọi là "Hành trình theo dấu người xưa". Chương trình được tổ chức tại Ninh Bình, Hưng Yên và Hà Nội từ ngày 30 tháng 9 đến ngày 2 tháng 10.
Chương trình khởi đầu tại khu di tích cố đô Hoa Lư vào tối 30/9 là đêm nghệ thuật "Huyền thoại hành trình dời đô" được tổ chức và truyền hình trực tiếp trên kênh VTV1 - Đài Truyền hình Việt Nam và Đài Phát thanh và Truyền hình Ninh Bình. Tại Ninh Bình với các nghi thức ở đền Vua Đinh Tiên Hoàng, đền Vua Lê Đại Hành xin phép dời đô từ Hoa Lư về Thăng Long bằng đường sông; tại phố Hiến, Hưng Yên là lễ đón đoàn thuyền Vua Lý Thái Tổ dừng chân,  có lễ đón vua, mở hội khao quân và khai mạc Tuần lễ Văn hóa Phố Hiến - Hưng Yên; tại Hà Nội là lễ đón đoàn thuyền nhà Vua ở bến Chương Dương Độ, Hà Nội – nơi diễn ra hội đua thuyền cùng nhiều hoạt động văn hóa khác.
Bên cạnh đó, còn có nhiều hoạt động khác được tổ chức như thi đấu thể thao (bơi, đua xe đạp, đi bộ); các hoạt động nghệ thuật, lễ hội dân gian; hội chợ làng nghề giới thiệu sản phẩm làng nghề đặc sắc. Chương trình ẩm thực trên thuyền phục vụ du khách  được tổ chức trong dịp này. Đáng chú ý nhất là Lễ khai mạc Liên hoan Du lịch quốc tế Thăng Long - Hà Nội 2010 diễn ra tối ngày 2 tháng 10, tại Khu Du lịch Thiên Đường Bảo Sơn.

### Lễ hội đăng quang vua Lý Thái Tổ

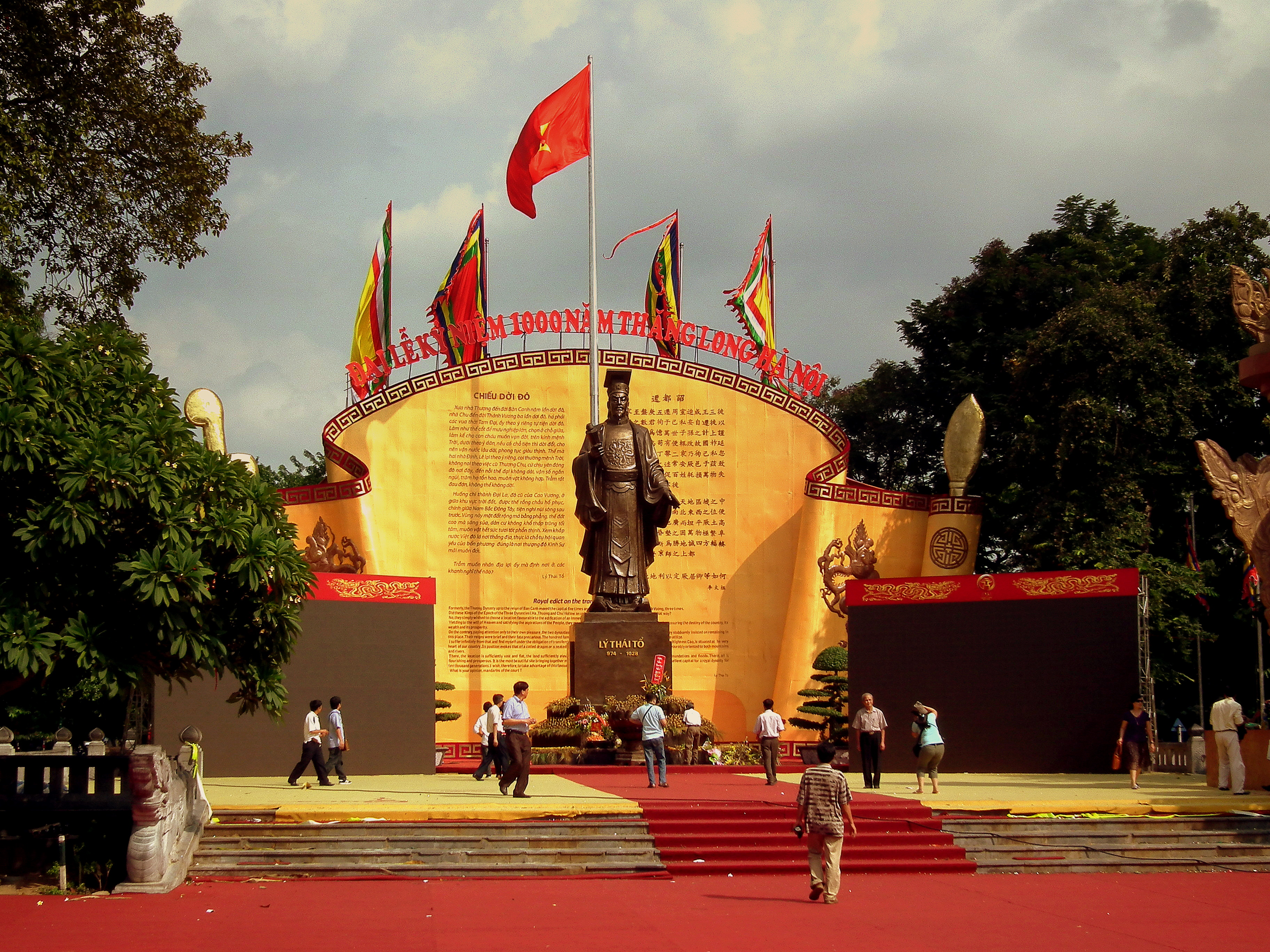
Vua Lý Thái Tổ

Đây là chương trình nghệ thuật kéo dài suốt 10 ngày lễ hội  diễn ra từ 7h30 đến 9 giờ hàng ngày tại 3 địa điểm: 16 Lý Thái Tổ, đền Ngọc Sơn và hồ Hoàn Kiếm, Hà Nội. Với nội dung tái tạo lại lịch sử của 2 kỳ: vua Lê Thái Tổ đăng quang và trả gươm cho rùa thần. Chương trình này có sự tham gia biểu diễn trực tiếp của khoảng 500 cán bộ, nghệ sĩ và nghệ nhân. Đặc biệt, phần âm nhạc có nhiều tiết mục đặc sắc như: Hoà tấu trống hội, Ca trù, Nhạc cung đình (cung đình Huế), Đăng đàn, Lục cúng hoa đăng và Bát man tấn cống.

### Lễ diễu binh, diễu hành

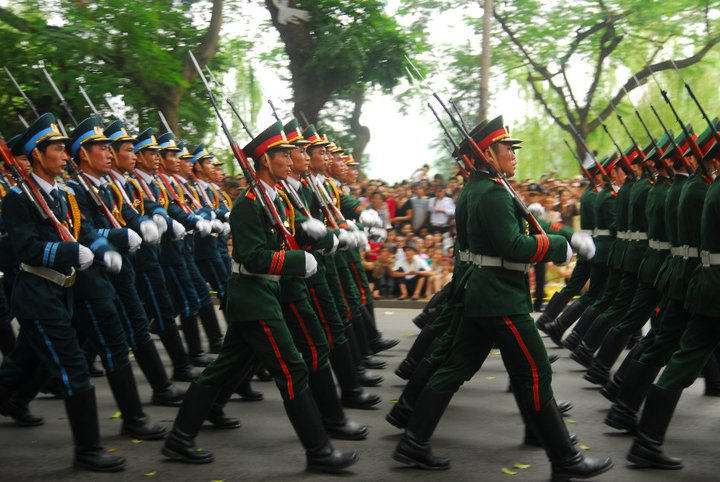
Diễu binh ngày Đại lễ ngày 10 tháng 10 năm 2010

Buổi diễu binh, diễu hành chính thức được tổ chức tại Lễ mít tinh kỷ niệm 1000 năm Thăng Long trong buổi sáng ngày 10 tháng 10 năm 2010, tại Quảng trường Ba Đình và được truyền hình trực tiếp trên kênh VTV1. Các khối diễu hành có sự tham gia của đại diện lãnh đạo Đảng Cộng sản Việt Nam, Nhà nước Việt Nam, các tổ chức, doanh nghiệp và đông đảo công chúng Hà Nội. Các khối an ninh, quốc phòng gồm có: Hồng kỳ, Quân nhạc, Lục quân, Phòng không – Không quân, Hải quân, Biên phòng, Cảnh sát biển, Đặc công, Thông tin, Bộ binh, Cảnh sát. Mở đầu cho buổi lễ, 10 chiếc trực thăng thuộc Quân chủng Phòng không – Không quân, gồm Mi-171, Mi-17, Mi-8  bay qua Quảng trường Ba Đình, cách mặt đất từ 80 - 100m, theo hình mũi tên với ba biên đội, mỗi biên đội có ba máy bay, mang theo cờ Đảng Cộng sản Việt Nam, cờ Tổ quốc, biểu tượng 1000 năm Thăng Long – Hà Nội.

### Đêm đại lễ 10/10/2010
Đây là đêm nghệ thuật tổng hợp quan trọng nhất diễn ra từ 20 giờ ngày 10 tháng 10 năm 2010 và được truyền hình trực tiếp trên các kênh VTV1 và VTV4. Đại lễ kỷ niệm 1000 năm Thăng Long – Hà Nội diễn ra với lễ mít tinh trọng thể cấp Nhà nước tại Quảng trường Ba Đình. Đêm hội văn hóa, nghệ thuật và bế mạc Đại lễ kỉ niệm 1000 năm Thăng Long - Hà Nội vào buổi tối tại Sân vận động Quốc gia Mỹ Đình. Các hoạt động kỷ niệm 1000 năm Thăng Long - Hà Nội cũng  được tổ chức tại một số địa điểm ở nước ngoài.

### Đêm Đại nhạc hội Hà NộiHà Nội đẹp mãi muôn đời
Đêm Đại nhạc hội Hà Nội Hà Nội đẹp mãi muôn đời diễn ra tối ngày 2 và 3 tháng 10 năm 2010 tại Nhà hát Âu Cơ, số 8 Huỳnh Thúc Kháng, Hà Nội; có tất cả 32 ca khúc được sử dụng trong đêm diễn với sự góp mặt của 42 ca sĩ nổi tiếng Thủ đô. Chương trình được tường thuật trực tiếp trên kênh VTC1, VTC7, VTC8, VTC10, VTC HD3 - Đài Truyền hình Kỹ thuật số VTC và được tiếp sóng trên kênh VTV4, VTV9 - Đài Truyền hình Việt Nam, VOVTV - Hệ phát thanh có hình Đài Tiếng nói Việt Nam và nhiều đài phát thanh truyền hình địa phương trong cả tỉnh thành nước: Hà Nội, Thành phố Hồ Chí Minh, Bà Rịa Vũng Tàu, Phú Yên, Thừa Thiên Huế, Cần Thơ, Đà Nẵng, Bình Dương, An Giang, Nam Định, Thái Bình, Bình Phước, Tây Ninh, Đồng Nai, Trà Vinh, Bình Thuận, Đắk Nông, Đắk Lắk, Lâm Đồng, Kon Tum, Gia Lai, Vĩnh Phúc, Vĩnh Long, Yên Bái, Thái Nguyên, Lào Cai, Lai Châu, Điện Biên, Hòa Bình, Cao Bằng, Lạng Sơn, Quảng Ninh, Hải Dương, Phú Thọ, Hải Phòng, Tuyên Quang, Bắc Kạn, Bắc Giang, Bắc Ninh, Hậu Giang, Bạc Liêu, Quảng Nam, Bến Tre, Hà Giang, Hà Tĩnh, Sơn La, Ninh Bình, Thanh Hóa, Nghệ An, Long An, Tiền Giang, Đồng Tháp, Kiên Giang, Cà Mau, Quảng Bình, Quảng Trị, Quảng Ngãi, Bình Định, Khánh Hòa, Sóc Trăng, Trà Vinh, Ninh Thuận, Hưng Yên, Hà Nam. Live show này được chia thành 2 phần với 5 chủ đề: Về lại Thủ đô; Khi thành phố lên đèn; Khúc hát người Hà Nội; Nồng nàn Hà Nội; Hà Nội đẹp mãi muôn đời. Các Nghệ sĩ tham gia chương trình: Thu Hiền, Quang Thọ, Thanh Hoa, Trung Đức, Dương Minh Đức, Quang Huy, Kim Phúc, Hồng Liên, Hà Thủy, Thái Bảo, Tố Uyên, Thanh Lam, Đức Long, Việt Hoàn và các ca sĩ: Đức Chính, Kim Tiến, Đăng Dương, Trọng Tấn, Lan Anh, Tùng Dương, Khánh Linh, Tấn Minh, Nguyễn Ngọc Anh, Minh Anh, Thu Hà, Tôn Thất Sơn, Phan Anh, Việt Hà, Lê Anh Dũng, Quang Hào, Ngọc Ký, Xuân Hảo cùng với Ban nhạc: nhóm Con Gái, nhóm Phương Bắc, nhóm VOV, nhóm Đồ Rê Mi...

### Chương trình bắn pháo hoa
Theo kế hoạch của UBND thành phố Hà Nội, ngay trong đêm Đại lễ 10/10 có 29 địa điểm thực hiện chương trình bắn pháo hoa được dàn trải trên 30 quận, huyện, thị xã của thành phố. Có 4 điểm bắn tầm cao tại: Khu vực hồ Hoàn Kiếm - quận Hoàn Kiếm, vườn hoa Lý Tự Trọng - quận Tây Hồ, công viên Thống Nhất - quận Hai Bà Trưng, hồ Văn Quán - quận Hà Đông. 24 điểm bắn tầm thấp tại: quận Ba Đình, Hoàng Mai, Long Biên, Đống Đa, Cầu Giấy, Thanh Xuân và các huyện Gia Lâm, Mê Linh, Ba Vì, Đan Phượng, Thạch Thất, Chương Mỹ, Thường Tín, Quốc Oai, Phú Xuyên, Mỹ Đức, Ứng Hòa, Đông Anh, Sóc Sơn, Phúc Thọ, Thanh Oai, Hoài Đức, Thanh Trì cùng thị xã Sơn Tây.
Và 1 điểm bắn pháo hoa tại Sân vận động Mỹ Đình, huyện Từ Liêm (nay là quận Nam Từ Liêm), được thực hiện theo kịch bản riêng ngay sau khi Đêm hội văn hóa nghệ thuật kỷ niệm 1000 năm Thăng Long - Hà Nội kết thúc.
Tuy nhiên, sau đó, ngày 8 tháng 10, Hà Nội đã quyết định ngừng toàn bộ 29 điểm bắn pháo hoa - trừ điểm sân vận động Mỹ Đình - để ủng hộ cho đồng bào miền Trung bị thiệt hại nặng nề do mưa lũ gây ra.

## Tác phẩm chào mừng

### Điện ảnh
Hưởng ứng dịp Đại lễ, một số bộ phim dã sử Việt Nam đã được gấp rút xây dựng, như Trần Thủ Độ, Lý Công Uẩn: Đường tới thành Thăng Long, Thái Tổ Lý Công Uẩn, Về đất Thăng Long, Khát vọng Thăng Long, Huyền sử thiên đô, Long thành cầm giả ca,... Phim Thái Tổ Lý Công Uẩn do nhà nước đầu tư bị phê phán bởi tiến độ chậm, không xong kịp trước đại lễ và kinh phí quá lớn (với số tiền 200 tỷ đồng), còn phim Lý Công Uẩn: Đường tới thành Thăng Long của tư nhân (với số tiền trên 100 tỷ đồng)  lại bị phê phán là giống phim dã sử Trung Quốc, nên tuy xong kịp trước dịp đại lễ nhưng lại không được trình chiếu.

### Truyền hình
- Phim Tài liệu khoa học nghệ thuật "Thăng Long - Thành phố Rồng bay";
- Chương trình truyền hình "Người Hà Nội" trên kênh VTV1, Đài Truyền hình Việt Nam;
- Chương trình truyền hình "Thăng Long nhân kiệt" trên kênh VTV1, Đài Truyền hình Việt Nam;
- Gameshow truyền hình "Hà Nội 36 phố phường" trên kênh VTV3, Đài Truyền hình Việt Nam;
- Gameshow truyền hình "Rồng bay" trên H1, Đài Phát thanh - Truyền hình Hà Nội;

### Sản phẩm
- Bia Halida Thăng Long.

## Hoạt động tại các tỉnh thành khác
Ba tỉnh được tham gia đăng cai Đại lễ 1.000 năm Thăng Long tại địa phương mình là Phú Thọ, Bắc Ninh, Ninh Bình. Ngoài ra còn 7 tỉnh khác không có trong Ban chỉ đạo 1.000 năm Thăng Long nhưng vẫn có nhiều sự kiện lớn chào mừng là Lâm Đồng, Thanh Hóa, Nam Định, Nghệ An, Thừa Thiên Huế, Bình Định và Thành phố Hồ Chí Minh.
Các lễ hội quy mô diễn ra ở một số tỉnh thành khác gồm: Festival Hoa Đà Lạt 2010; lễ hội Đức Thánh Trần; lễ hội Lam Kinh; lễ hội Làng Sen; Festival Huế 2010; Festival Tây Sơn - Bình Định.

### Bắc Ninh

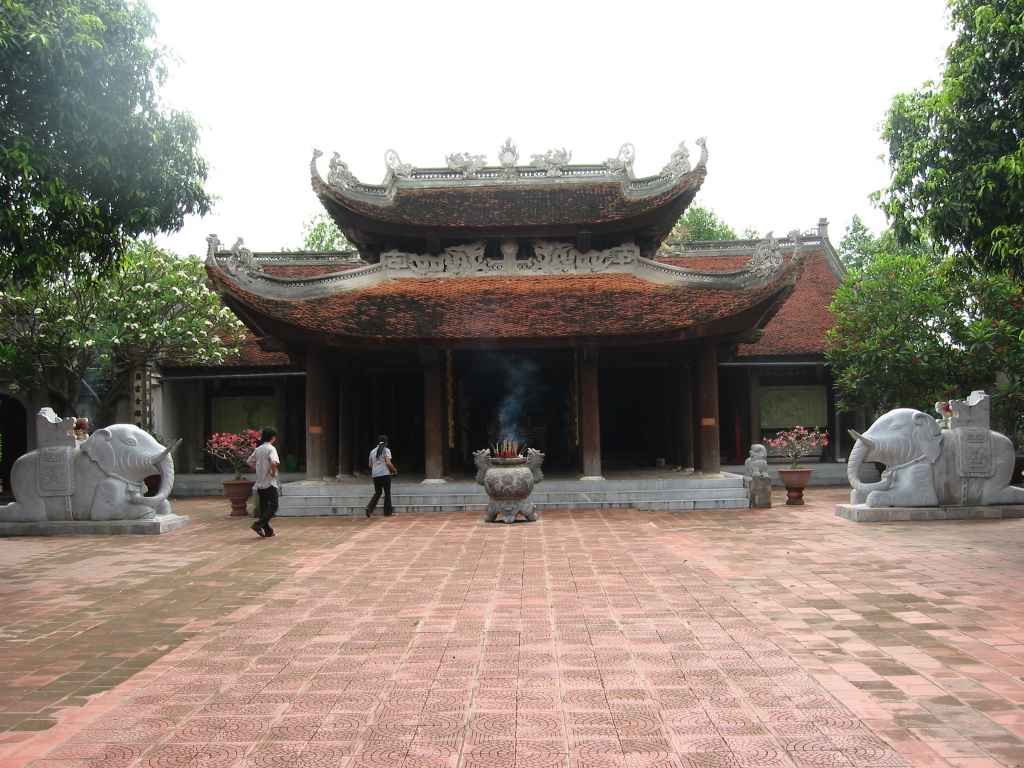
Đền Đô, nơi diễn ra đại lễ

Bắc Ninh là quê hương của Vua Lý Thái Tổ, người đưa ra chiếu dời đô để quyết định xây dựng kinh đô mới tại Thăng Long. Các hoạt động diễn ra ở Bắc Ninh gồm:
- Festival Bắc Ninh 2010: đây là chương trình nghệ thuật tổng hợp lớn, được tổ chức vào tháng 4/2010 trên quy mô toàn tỉnh. Chương trình có lồng ghép với lễ hội đền Đô và đón nhận bằng UNESCO công nhận ca trù cùng quan họ là di sản văn hóa phi vật thể của nhân loại.
- Hoạt động tu tạo di tích: chùa Phật Tích, đền Đô, chùa Dâu...

### Ninh Bình
Ninh Bình là nơi triều Lý bắt đầu hành trình định đô Thăng Long - Hà Nội, chính vì thế mà trên địa bàn tỉnh này tổ chức nhiều sự kiện và lễ hội lớn. Các sự kiện diễn ra ở Ninh Bình cũng trải dài trong 2 năm gồm:
Trước đại lễ

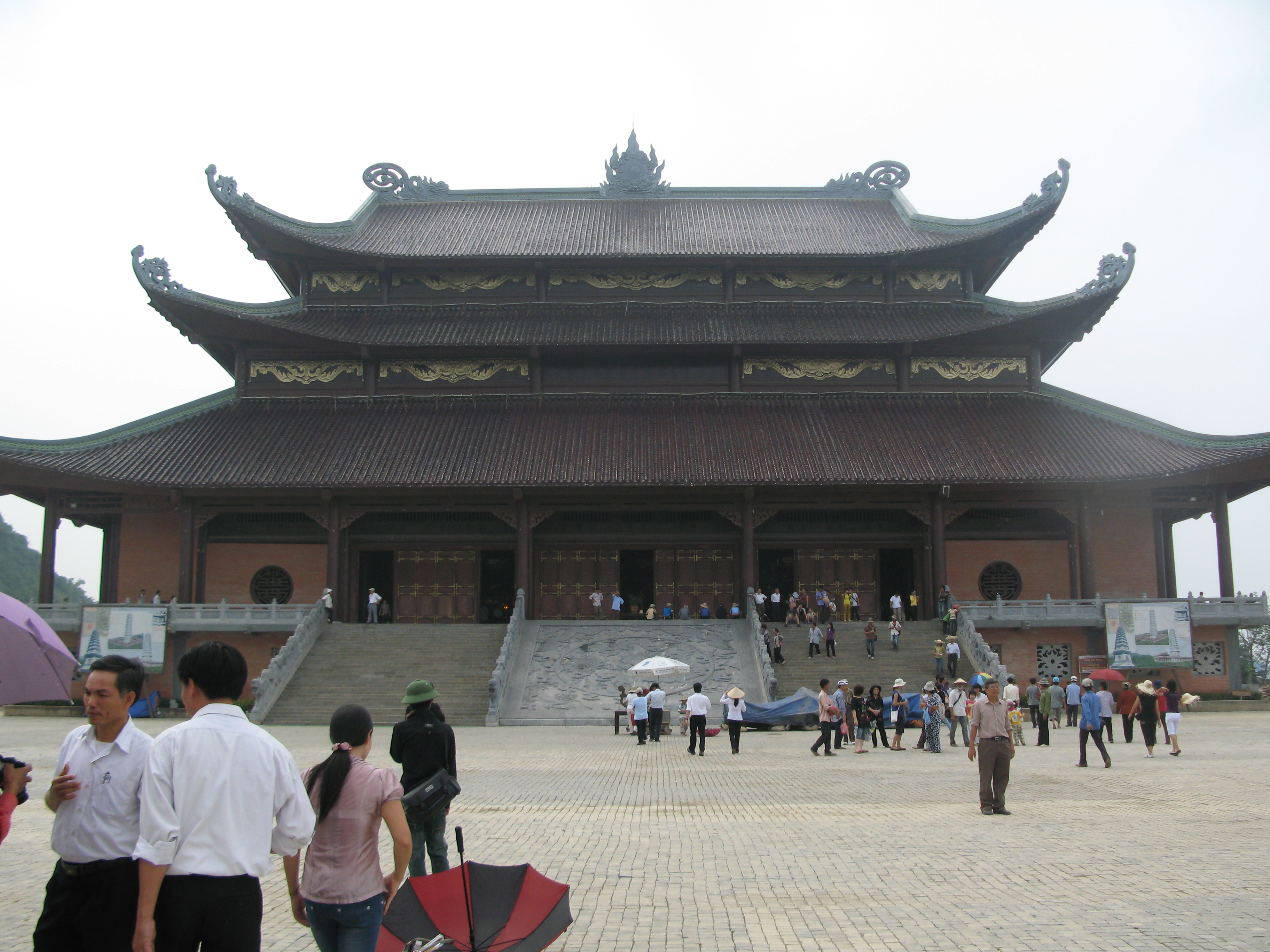
Công trình Chùa Bái Đính

- Lễ hội cố đô Hoa Lư 2010 diễn ra ngày 8/3/2010 âm lịch quy mô cấp quốc gia, tường thuật trực tiếp trên kênh VTV1 - Đài Truyền hình Việt Nam.
- Lễ hội Doanh nhân Việt Nam với Hoa Lư - Thăng Long - Hà Nội diễn ra tháng 4/2010 tại chùa Bái Đính và cố đô Hoa Lư.
- Liên kết với Hà Nội tổ chức các sự kiện như rước đuốc từ Hoa Lư về Thăng Long lịch sử, Hành trình 1.000 năm các kinh đô Việt Nam, Hội thảo: 1.000 năm môi trường Hoa Lư - Thăng Long - Hà Nội, hỗ trợ hoàn thành tác phẩm "Hoa Lư thi tập" tặng Hà Nội...
- Xây dựng, tu tạo các di tích thuộc cố đô Hoa Lư như: chùa Bái Đính, chùa Nhất Trụ, chùa Kim Ngân, Quảng trường Đinh Tiên Hoàng, các cổng chào vào cố đô Hoa Lư, động Am Tiên, đền Vua Lý Thái Tổ, hệ thống giao thông đường bao, hào nước vùng bảo vệ đặc biệt Cố đô Hoa Lư và sông Sào Khê, Phủ Vườn Thiên, động Hoa Lư, đền thờ Đinh Bộ Lĩnh, tổ chức khai quật khảo cổ học di tích lịch sử văn hóa Cố đô Hoa Lư; các tuyến đường giao thông: Tuyến đường từ chùa Bái Đính đến Chùa Hương, tuyến đường Vườn Quốc gia Cúc Phương đến thị trấn Bình Minh.
- Nghệ thuật: tổ chức các chương trình nghệ thuật "chào xuân canh dần" phát sóng trên VTV1 mùng 2 tết Nguyên Đán; "Nghìn năm nhớ về thuở ấy"; trưng bày các bức tranh của làng nghề thêu Văn Lâm khổ lớn như "cội xưa" và "Hồn thiêng Đại Việt".

Kế hoạch trong đại lễ
Ngày 11/9/2010, UBND tỉnh Ninh Bình đã ban hành Kế hoạch số 19/KH-UBND về tổ chức các hoạt động chào mừng Đại lễ kỷ niệm 1.000 năm Thăng Long - Hà Nội  như sau:
1. Triển lãm trưng bày tư liệu hiện vật bảo tàng với chủ đề "Từ Hoa Lư tới Thăng Long - Hà Nội": Trưng bày, giới thiệu tư liệu, hiện vật tiêu biểu các thời Đinh, tiền Lê, Lý, Trần, hậu Lê và Nguyễn. Thời gian dự kiến từ ngày 15 tháng 9 năm 2010 đến ngày 15 tháng 10 năm 2010 tại Bảo tàng Ninh Bình.
2. Tổ chức lễ gắn biển "Công trình chào mừng kỷ niệm 1.000 năm Thăng Long - Hà Nội" và khánh thành Cổng thành Hoa Lư. Thời gian: Thực hiện theo một trong 2 phương án sau: Phương án 1 (chọn): ngày 30 tháng 9 năm 2010; Phương án 2 (dự phòng): ngày 5 tháng 10 năm 2010 tại thị trấn Thiên Tôn, huyện Hoa Lư.

Hoạt động tỉnh Ninh Bình phối hợp tổ chức với Ban chỉ đạo Quốc gia kỷ niệm 1.000 năm Thăng Long - Hà Nội, UBND thành phố Hà Nội và Bộ Văn hóa, Thể thao và Du lịch, như sau:
1. Lễ rước tác phẩm "Ước nguyện ngàn năm Thăng Long": Tổ chức rước và giới thiệu tác phẩm "Ước nguyện ngàn năm Thăng Long"; triển lãm bộ tranh đoạt giải Guinness; tổ chức đêm hội và trao tặng tỉnh Ninh Bình tác phẩm thêu tay "Đóa sen 1.000 năm". Do UBND thành phố Hà Nội phối hợp với Công ty XQ Việt Nam ngày 23 tháng 9 năm 2010 tại thành phố Ninh Bình.
2. Chương trình "Huyền thoại dời đô": Kết hợp các nội dung chương trình lễ hội "Hành trình theo dấu người xưa" của thành phố Hà Nội và hoạt động dâng hương, cung tiễn "Chiếu dời đô" của Công ty TNHH Hỗ trợ thư pháp Việt Nam thành một chương trình với tên gọi là "Huyền thoại dời đô". Do cơ quan chủ trì là UBND thành phố Hà Nội phối hợp với các đơn vị thực hiện: Nhà hát Chèo Hà Nội, Nhà hát Chèo Ninh Bình, Công ty TNHH Hỗ trợ thư pháp Việt Nam  diễn ra vào ngày 30-9 và ngày 1 tháng 10 năm 2010 tại Khu di tích lịch sử văn hóa Cố đô Hoa Lư.
3. Tham gia triển lãm thành tựu kinh tế - xã hội Việt Nam và Thăng Long - Hà Nội do cơ quan chủ trì là Bộ Văn hóa, Thể thao và Du lịch diễn ra từ ngày 1 tháng 10 năm 2010 đến ngày 6 tháng 10 năm 2010 tại thành phố Hà Nội.
4. Đón đoàn đua xe đạp nam Quốc tế xuyên Việt (cuộc đua khai mạc ngày 23 tháng 9 năm 2010 tại Thành phố Hồ Chí Minh). Nội dung: Đón, tiễn đoàn đua đi qua địa phận tỉnh Ninh Bình vào đầu tháng 10-2010.

### Phú Thọ
Phú Thọ là nơi có đền Hùng, di tích của kinh đô Văn Lang đầu tiên trong lịch sử Việt Nam. Năm 2010 Lễ hội đền Hùng được tổ chức với quy mô quốc gia, lớn nhất từ trước đến nay. Trong chương trình này có những sự kiến gắn với 1.000 năm Thăng Long mà điểm nhấn là chương trình nghệ thuật tối 21/4/2010 tại Trung tâm sân khấu lễ hội Đền Hùng với chủ đề ’’Kinh đô Văn Lang - Thăng Long - Hà Nội Nghìn năm Toả Sáng ’’.
Hoạt động trùng tu di tích
1. Các công trình, di tích tại khu di tích lịch sử đền Hùng: đền Thượng, đền Trung, đền Lạc Long Quân; Xây dựng và hoàn thiện các công trình: Sân lễ hội, đường hành lễ, cải tạo sân trước cổng đền, cảnh quan ngã 5 đền Giếng, các công trình thuộc trung tâm lễ hội; Khởi công xây dựng tháp Hùng Vương. Các di tích thời đại Hùng Vương và di tích liên quan: Tiến hành quy hoạch và tôn tạo, tu bổ các di tích khảo cổ: Làng Cả (thành phố Việt Trì), Sơn Vi, Gò Mun, Phùng Nguyên (huyện Lâm Thao), Xóm Rền (huyện Phù Ninh); Đầu tư tôn tạo các di tích: đền Mẫu Âu Cơ, đền Nghè, đình Đông (huyện Hạ Hòa), đinh Lâu Thượng, đình Bảo Đà, đình Mộ Chu Hạ, đình Kim Đới, đình An Thái (thành phố Việt Trì); chùa Bồng Lai (thị xã Phú Thọ); đền Lăng Sương, đình Đào Xá (huyện Thanh Thủy); chùa Xuân Lũng (huyện Lâm Thao).
2. Bảo tồn, tôn tạo và phát huy giá trị các di tích lịch sử, lễ hội thời Lý: Trùng tu, tôn tạo chùa Phúc Thánh (xã Hương Nộn, huyện Tam Nông); Khai quật và phục hồi chùa Ba Nền và tháp Xuân Áng (huyện Hạ Hòa); Tổ chức phục dựng lễ hội bơi chải, xã Đào Xá, huyện Thanh Thủy
3. Xây dựng các công trình văn hóa – xã hội: Bảo tàng Hùng Vương, Đài tưởng niệm các anh hùng liệt sĩ trong Khu di tích lịch sử đền Hùng, Quảng trường Festival tại khu vực trung tâm thành phố Việt Trì.

Các hoạt động, sự kiện chào mừng
Các hoạt động tổ chức tại tỉnh Phú Thọ trong những ngày đại lễ kỷ niệm 1.000 năm Thăng Long – Hà Nội (từ ngày 01 đến ngày 10 tháng 10 năm 2010):
- Khai mạc tuần lễ phim về Thăng Long – Hà Nội tại các rạp chiếu bóng của thành phố Việt Trì và thị xã Phú Thọ.
- Tổ chức đoàn diễu hành của 1.000 học sinh, sinh viên và thanh niên đại diện cho thế hệ trẻ tỉnh Phú Thọ và thành phố Hà Nội: từ thành phố Việt Trì lên Đền Hùng thắp hương tưởng niệm và báo công với các vua Hùng.
- Tổ chức chương trình nghệ thuật đặc sắc với chủ đề: "Từ đất Tổ Hùng Vương đến Thăng Long – Đông Đô – Hà Nội ".
- Tổ chức hội thảo khoa học liên quan đến thời Lý; tổ chức triển lãm ảnh tư liệu "Hà Nội xưa và nay".
- Tổ chức các loại hình văn hóa dân gian: thi giã bánh giày; múa rồng, lân; rước chúa gái; rước ông Khiu, bà Khiu vv...
- Tổ chức các giải thể thao: việt dã, bóng chuyền, vật dân tộc, bơi chải, v.v...

Tổ chức các hoạt động, sự kiện lớn trong năm 2010 trùng lúc với hoạt động kỷ niệm 1.000 năm Thăng Long – Hà Nội:
- Tổ chức giỗ Tổ Hùng Vương – lễ hội đền Hùng cấp Nhà nước: đề nghị thành phố Hà Nội, thành phố Hồ Chí Minh và các tỉnh: Thừa Thiên Huế, Ninh Bình, Thanh Hóa, Vĩnh Phúc tham gia các hoạt động lớn trong những ngày tổ chức giỗ Tổ.
- Tổ chức Ngày hội văn hóa, thể thao và du lịch vùng Đông Bắc lần thứ VII do tỉnh Phú Thọ đăng cai với sự tham gia của các tỉnh: Cao Bằng, Lạng Sơn, Bắc Cạn, Thái Nguyên, Hà Giang, Tuyên Quang, Bắc Giang, Quảng Ninh, Vĩnh Phúc và Phú Thọ.
- Tổ chức thi đấu các giải thể thao trong chương trình Đại hội Thể dục Thể thao toàn quốc lần thứ VI.
- Tổ chức liên hoan thông tin lưu động tỉnh Phú Thọ (mời đội thông tin lưu động các tỉnh: Vĩnh Phúc, Yên Bái, Lào Cai, Tuyên Quang tham gia) nhân dịp kỷ niệm 65 năm Quốc khánh nước Cộng hòa Xã hội chủ nghĩa Việt Nam.
- Tiến hành nghiên cứu, sưu tầm và đăng ký các hiện vật thời Lý để trưng bày nhân dịp kỷ niệm 1.000 năm Thăng Long – Hà Nội và bổ sung hiện vật cho Bảo tàng Hùng Vương.

## Thông tin thêm
Khách mời dự đại lễ
Khách mời quốc tế trong sự kiện Đại lễ kỷ niệm 1.000 năm Thăng Long - Hà Nội bao gồm: 
1. Tổng Giám đốc của UNESCO;
2. Thị trưởng các thành phố đã kết nghĩa với Thành phố Hà Nội;
3. Thị trưởng các Thủ đô của các nước ASEAN và thủ đô Bắc Kinh, Trung Quốc;
4. Thị trưởng các thủ đô có 1.000 năm tuổi trở lên;
5. Trưởng Cơ quan ngoại giao và các Tổ chức quốc tế tại Việt Nam.[26]

Nguồn tài chính, nhà tài trợ
- Đảng Cộng sản Việt Nam.
- Nhà nước Việt Nam (trung ương);
- Hà Nội: Chưa thống kê hết. Riêng quận Hoàn Kiếm đầu tư 1.180 tỷ đồng cho 20 công trình nhân dịp đại lễ [27]. Và có thông tin cho biết tổng chi tiêu, kể cả xây dựng các công trình cho đại lễ lên đến 94 ngàn tỷ đồng, bằng khoảng 10% GDP cả nước. Tuy nhiên, chủ tịch Nguyễn Thế Thảo đã bác bỏ điều này.[28]
- Tập đoàn Dầu khí Việt Nam tài trợ và thực hiện dự án xây dựng Rạp Kim Đồng với tổng kinh phí 168 tỷ đồng;
- Hội Cựu quân nhân Singapore tài trợ tổng mức kinh phí 700.000 USD thực hiện dự án "Thắp sáng cầu Long Biên chào mừng kỷ niệm 1.000 năm Thăng Long – Hà Nội". [29]

## Sự cố và phê bình
Theo lịch trình của Đại lễ, tối 10/10, Hà Nội bắt đầu bắn pháo hoa nghệ thuật tại Sân vận động Quốc gia Mỹ Đình. Đây là màn pháo hoa công nghệ cao với nhiều điểm khác biệt. Pháo hoa được nhập từ Ý, Mỹ và Trung Quốc với số lượng ba container và  được bố trí thành 176 trận địa, thành 5 vòng. Tuy nhiên trong quá trình chuẩn bị, vào ngày 6/10/2010, đã xảy ra cháy hai container chứa pháo hoa tại Sân vận động Quốc gia Mỹ Đình, làm 4 người thiệt mạng và 3 người khác bị thương. Sau đó, Hà Nội đã quyết định ngừng bắn pháo hoa tại các điểm khác theo dự kiến ngoại trừ điểm bắn tại Sân vận động Quốc gia Mỹ Đình để dành tiền ủng hộ miền Trung bị thiệt hại do mưa lũ gây ra trong những ngày đầu tháng 10.
Nhà văn Nguyên Ngọc có ý kiến về công tác chuẩn bị như sau:
Hà Nội của ta đẹp thật, đẹp khủng khiếp, đẹp đến mức người ta đã phá nó ghê gớm, phá nó riết ráo thế mà nó vẫn còn đẹp như vậy.
Nhiều người cho rằng chi phí cho đại lễ là phung phí và chính quyền nên dùng số tiền đó để cải thiện hệ thống cơ sở hạ tầng thành phố.